# Naturdenkmal Baumgruppe aus 2 Bergahorn
Das Naturdenkmal Baumgruppe aus 2 Bergahorn liegt ungefähr 1,3 km nordwestlich von Madfeld im Stadtgebiet von Brilon. Die Bäume wurden 2001 mit dem Landschaftsplan Hoppecketal durch den Kreistag des Hochsauerlandkreises als Naturdenkmal (ND) ausgewiesen. Das Naturdenkmal ist umgeben vom Landschaftsschutzgebiet Briloner Hochfläche. Das ND liegt an der Westseite der Landesstraße 956. Direkt neben dem Naturdenkmal Baumgruppe aus 2 Bergahorn liegt das Naturdenkmal Winterlinde. Nur ungefähr 200 m südlich an der L 956 befindet sich das Naturdenkmal Baumgruppe aus 3 Winterlinden.

## Beschreibung
Neben den beiden Bergahorne befindet sich eine Feldscheune. Das ND befindet sich mitten in landwirtschaftlichen Flächen.

## Verbote und Gebote
Wie bei anderen Baumnaturdenkmalen wurde das Verbot festgelegt, es zu beschädigen, auszureißen, auszugraben oder Teile davon abzutrennen oder auf andere Weise in seinem Wachstum oder Erscheinungsbild zu beeinträchtigen. Es besteht ferner das Verbot den Traufbereich des Naturdenkmals zu befestigen oder zu verfestigen und Stoffe oder Gegenstände im Bereich des Naturdenkmals anzubringen, zu lagern und abzulagern, die das Erscheinungsbild oder den Bestand des Naturdenkmals gefährden oder beeinträchtigen können. Dazu gehören auch Pflanzenschutzmittel, organische oder mineralische Dünge- und Bodenverbesserungsmittel sowie Futtermittel.
Eine Beeinträchtigung des Erscheinungsbildes kann insbesondere durch Anbringen von Ansitzleitern, Jagdhochsitzen, Zäunen und Werbeträgern erfolgen. Es ist auch verboten Aufschüttungen, Verfüllungen, Abgrabungen und Ausschachtungen vorzunehmen oder die Bodengestalt in anderer Weise zu verändern. Unter das Verbot fallen auch Ausschachtungen zum Zwecke der Verlegung von Leitungen.
Wie für andere Baumnaturdenkmale besteht das Gebot, es durch geeignete Pflegemaßnahmen zu erhalten.